# Język berik
Język berik (a. berick, berrik) – język papuaski używany w prowincji Papua w Indonezji, przez grupę etniczną Berik. Według danych z 1994 roku mówi nim 1200 osób.
Publikacja Peta Bahasa podaje, że jest używany we wsi Samanente (dystrykt Tor Atas, kabupaten Sarmi) oraz na okolicznych terenach. Według danych Ethnologue (SIL International) jego użytkownicy zamieszkują także wsie: Beu, Bora Bora, Dangken, Doronta, Kondirjan, Safrontani, Sewan, Taminambor, Tenwer, Togonfo, Waf. Dawniej służył jako język handlowy w rejonie rzeki Tor. Rozpowszechnił się wśród społeczności Mander i Segar.
Ludność ta komunikuje się również w malajskim papuaskim. W użyciu jest także język indonezyjski, który służy do kontaktów z osobami z zewnątrz.
Tradycyjny system liczbowy w tym języku nie sięga ponad liczbę 20 (najczęściej używa się jedynie liczebników „jeden”, „dwa” i „trzy” oraz określenia „dużo”). Począwszy od liczby 21 stosowane są liczebniki indonezyjskie. Amerykański lingwista John McWhorter podaje berik jako przykład języka, w którym myśli formułuje się w sposób osobliwy dla użytkowników języka angielskiego. Formy czasowników w tym języku wskazują na płeć osoby, która jest odbiorcą czynności, rozmiar i liczbę obiektów, z którymi obchodzi się podmiot, oraz informują, czy na zewnątrz jest widno. Przykładowo: kitobana – „daje mężczyźnie trzy duże przedmioty za dnia”.
Badania nad językiem barik prowadzili Peter N. Westrum i Susan Westrum, w ramach współpracy Summer Institute of Linguistics i Universitas Cenderawasih. Sporządzono opisy jego gramatyki (1988)  i słownictwa (1986) . Jest zapisywany alfabetem łacińskim.